# کاخی کاوسادزه
کاخی کاوسادزه (گرجی: კახი კავსაძე; ۵ ژوئن ۱۹۳۵ – ۲۷ آوریل ۲۰۲۱) بازیگر سینما، تلویزیون و تئاتر اهل اتحاد جماهیر شوروی و گرجستان بود.
از فیلم‌ها یا برنامه‌های تلویزیونی که وی در آن نقش داشته‌است می‌توان به خورشید سفید بیابان، درخت آرزو، و من شخصاً او را می‌شناسم اشاره کرد.

## جوایز:
همچنین برندهٔ جوایزی همچون جایزه هنرمند مردمی اتحاد جماهیر شوروی شده‌است.